# Louise af Belgien (født 2004)
Prinsesse Louise af Belgien (Louise Sophie Mary; født 6. februar 2004 i Woluwe-Saint-Lambert) er det første barn af Prins Laurent og Prinsesse Claire. Hun er nummer 12 i den belgiske tronfølge.